# Manerbio
Manerbio – miejscowość i gmina we Włoszech, w regionie Lombardia, w prowincji Brescia.
Według danych na rok 2004 gminę zamieszkiwało 12 580 osób, 465,9 os./km².